# ماريو دياز بيريز
ماريو دياز بيريز (بالإسبانية: Mario Díaz Pérez) هو لاعب كرة قدم ومدرب كرة قدم مكسيكي، ولد في 12 مارس 1960 في Teocaltiche ‏ في المكسيك. لعب مع كروز آزول.